# Złoty Puchar CONCACAF 2021 (eliminacje)
W kwalifikacjach do Złotego Pucharu CONCACAF 2021 bierze udział 12 zespołów. Trzy z nich awansują na turniej. 12 najlepszych drużyn z Ligi Narodów CONCACAF (8 z dywizji A, 4 z dywizji B) uzyskało awans automatyczny i nie muszą brać udziału w kwalifikacjach.
Początkowo eliminacje miały odbyć się w 2020 roku, jednak ze względu na pandemię COVID-19 zostały przesunięte na lipiec 2021 i zostaną rozegrane tuż przed głównym turniejem.

## Uczestnicy
W eliminacjach weźmie udział 12 drużyn, po cztery z każdej z trzech dywizji. Z ligi A zagrają zespoły, które zajęły trzecie miejsce w swoich grupach. Z dywizji B wystąpią wiceliderzy swoich grup. Z ligi C wyjdą zwycięzcy swoich grup.
| Grupa | Trzecie miejsce   |
| ----- | ----------------- |
| A     | Kuba              |
| B     | Bermudy           |
| C     | Trynidad i Tobago |
| D     | Haiti             |

| Grupa | Wiceliderzy               |
| ----- | ------------------------- |
| A     | Gujana Francuska          |
| B     | Montserrat                |
| C     | Gujana                    |
| D     | Saint Vincent i Grenadyny |

| Grupa | Zwycięzcy |
| ----- | --------- |
| A     | Barbados  |
| B     | Bahamy    |
| C     | Gwatemala |
| D     | Gwadelupa |

## Format

### Format oryginalny
Początkowo CONCACAF planował rozegrać dwie rundy eliminacyjne. W pierwszej miałyby się zmierzyć zespoły z dywizji C z drużynami z ligi B. Zwycięzca dwumeczu kwalifikowałby się do drugiej rundy. Tam zmierzyłby się z reprezentacjami z dywizji A. Zwycięzcy tych dwumeczy awansowaliby na Złoty Puchar CONCACAF 2021. Ze względu na pandemię COVID-19 CONCACAF został zmuszony do reorganizacji rozgrywek.

### Nowy format
W lipcu 2020 CONCACAF ogłosił nowy format. Ustalono, że tylko trzy zespoły awansują poprzez eliminacje, a czwarte wolne miejsce uzupełni zaproszona drużyna, na którą wybrano Katar. 12 zespołów zostanie podzielona na trzy ścieżki. Tam zostanie utworzona drabinka składająca się z półfinałów i finału. W każdej fazie zespoły rozegrają jeden mecz. Zwycięzca każdej ze ścieżek awansuje na turniej. Eliminacje odbędą się tuż przed Złotym Pucharem.

## Eliminacje

### Ścieżka 1

#### Drabinka
|  |                           |                           |          |              |   |       |       |       |
|  | Półfinał                  | Półfinał                  | Półfinał |              |   | Finał | Finał | Finał |
|  | Półfinał                  | Półfinał                  | Półfinał |              |   | Finał | Finał | Finał |
|  | 2 lipca 2021              |                           |          |              |   |       |       |       |
|  |                           |                           |          |              |   |       |       |       |
|  | Haiti                     | Haiti                     | 6        |              |   |       |       |       |
|  | Haiti                     | Haiti                     | 6        | 7 lipca 2021 |   |       |       |       |
|  | Saint Vincent i Grenadyny | Saint Vincent i Grenadyny | 1        |              |   |       |       |       |
|  | Saint Vincent i Grenadyny | Saint Vincent i Grenadyny | 1        |              |   | Haiti | Haiti | 4     |
|  | 3 lipca 2021              |                           |          |              |   | Haiti | Haiti | 4     |
|  |                           |                           | Bermudy  | Bermudy      | 1 |       |       |       |
|  | Bermudy                   | Bermudy                   | Bermudy  | Bermudy      | 1 | 8     |       |       |
|  | Bermudy                   | Bermudy                   |          |              |   |       |       |       |
|  | Barbados                  | Barbados                  | 1        |              |   |       |       |       |
|  | Barbados                  | Barbados                  | 1        |              |   |       |       |       |

#### Półfinały
| 2 lipca 2021 22:30 CEST | Haiti · Nazon 26' (k.), 59' · Pierrot 33' · Etienne 37' (k.) · Sutherland 72' (sam.) · Antoine 90' | 6:1(3:1)Raport | Saint Vincent i Grenadyny · 42' Edwards | DRV PNK Stadium, Fort Lauderdale Sędzia: Oshane Nation |
|                         | |                |                                         |                                                        |

| 3 lipca 2021 01:00 CEST | Bermudy · Wells 1', 14', 87' (k.) · Lambe 29' · Leverock 39' · Pearce 60' (sam.) · Crichlow 66' · Lewis 67' | 8:1(4:1)Raport | Barbados · 45+1' Holligan | DRV PNK Stadium, Fort Lauderdale Sędzia: Drew Fischer |
|                         | |                |                           |                                                       |

#### Finał
| 7 lipca 2021 01:00 CEST | Haiti · Pierrot 23', 28', 34' · Nazon 87' (k.) | 4:1(3:0)Raport | Bermudy · 80' Wells | DRV PNK Stadium, Fort Lauderdale Sędzia: Iván Barton |
|                         |                                                |                |                     |                                                      |

### Ścieżka 2

#### Drabinka
|  |              |           |           |              |       |           |           |       |
|  | Półfinał     | Półfinał  | Półfinał  |              |       | Finał     | Finał     | Finał |
|  | Półfinał     | Półfinał  | Półfinał  |              |       | Finał     | Finał     | Finał |
|  | 4 lipca 2021 |           |           |              |       |           |           |       |
|  |              |           |           |              |       |           |           |       |
|  | Gwatemala    | Gwatemala | 4         |              |       |           |           |       |
|  | Gwatemala    | Gwatemala | 4         | 7 lipca 2021 |       |           |           |       |
|  | Gujana       | Gujana    | 0         |              |       |           |           |       |
|  | Gujana       | Gujana    | 0         |              |       | Gwatemala | Gwatemala | 1(9)  |
|  | 3 lipca 2021 |           |           |              |       | Gwatemala | Gwatemala | 1(9)  |
|  |              |           | Gwadelupa | Gwadelupa    | 1(10) |           |           |       |
|  | Gwadelupa    | Gwadelupa | Gwadelupa | Gwadelupa    | 1(10) | 2         |           |       |
|  | Gwadelupa    | Gwadelupa |           |              |       |           |           |       |
|  | Bahamy       | Bahamy    | 0         |              |       |           |           |       |
|  | Bahamy       | Bahamy    | 0         |              |       |           |           |       |

#### Półfinały
| 4 lipca 2021 03:30 CEST | Gwatemala · Greenidge 21' (sam.) · L. Martínez 54' · Lom 71' · J. Martínez 80' | 4:0(1:0)Raport | Gujana | DRV PNK Stadium, Fort Lauderdale Sędzia: Juan Gabriel Calderón |
|                         |                                                                                |                |        |                                                                |

| 3 lipca 2021 22:30 CEST | Gwadelupa · Phaeton 61' · Mirval 67' | 2:0(0:0)Raport | Bahamy | DRV PNK Stadium, Fort Lauderdale Sędzia: Reon Radix |
|                         |                                      |                |        |                                                     |

#### Finał
| 7 lipca 2021 03:30 CEST                                                                                                   | Gwatemala · L. Martínez 17' | 1:1 k. 9:10(1:1)Raport | Gwadelupa · 8' Phaeton | DRV PNK Stadium, Fort Lauderdale Sędzia: Fernando Hernández |
| |                             | |                        |                                                             |
| |                             | Rzuty karne |                        |                                                             |
| Ceballos · J. Martínez · Santis · Barrientos · Hernández · Pineda · Pinto · Saravia · Peleg · Gordillo · Jérez · Ceballos |                             | Cavaré · Phaeton · Baron · Annerose · Solvet · Annette · Pineau · Hauterville · Moeson · Alphonse · Thuram-Ulien · Cavaré |                        |                                                             |

### Ścieżka 3

#### Drabinka
|  |                   |                   |                  |                  |      |                   |                   |       |
|  | Półfinał          | Półfinał          | Półfinał         |                  |      | Finał             | Finał             | Finał |
|  | Półfinał          | Półfinał          | Półfinał         |                  |      | Finał             | Finał             | Finał |
|  | 3 lipca 2021      |                   |                  |                  |      |                   |                   |       |
|  |                   |                   |                  |                  |      |                   |                   |       |
|  | Trynidad i Tobago | Trynidad i Tobago | 6                |                  |      |                   |                   |       |
|  | Trynidad i Tobago | Trynidad i Tobago | 6                | 6 lipca 2021     |      |                   |                   |       |
|  | Montserrat        | Montserrat        | 1                |                  |      |                   |                   |       |
|  | Montserrat        | Montserrat        | 1                |                  |      | Trynidad i Tobago | Trynidad i Tobago | 1(8)  |
|  | 4 lipca 2021      |                   |                  |                  |      | Trynidad i Tobago | Trynidad i Tobago | 1(8)  |
|  |                   |                   | Gujana Francuska | Gujana Francuska | 1(7) |                   |                   |       |
|  | Kuba              | Kuba              | Gujana Francuska | Gujana Francuska | 1(7) | 0                 |                   |       |
|  | Kuba              | Kuba              |                  |                  |      |                   |                   |       |
|  | Gujana Francuska  | Gujana Francuska  | 3                |                  |      |                   |                   |       |
|  | Gujana Francuska  | Gujana Francuska  | 3                |                  |      |                   |                   |       |

#### Półfinały
| 3 lipca 2021 03:30 CEST | Trynidad i Tobago · Molino 21' (k.) · Joseph 35' · Telfer 45+2' · García 57' · Moore 68', 82' | 6:1(3:0)Raport | Montserrat · 55' Taylor | DRV PNK Stadium, Fort Lauderdale Sędzia: Bryan López |
|                         |                                                                                               |                |                         |                                                      |

| 4 lipca 2021 01:00 CEST | Kuba | 0:3 (wo.)Raport | Gujana Francuska | DRV PNK Stadium, Fort Lauderdale |
|                         |      |                 |                  |                                  |

#### Finał
| 6 lipca 2021 22:30 CEST                                                     | Trynidad i Tobago · Molino 27' | 1:1 k. 8:7(1:1)Raport                                                      | Gujana Francuska · 44' Abelinti | DRV PNK Stadium, Fort Lauderdale Sędzia: Ismail Elfath |
|                                                                             |                                |                                                                            |                                 |                                                        |
|                                                                             |                                | Rzuty karne                                                                |                                 |                                                        |
| Muckette · Hackshaw · Peters · Fortune · Molino · Jones · Garcia · Gonzales |                                | Vancaeyezeele · Atchaliso · Evens · Baal · Éric · Adam · Marigard · Rimane |                                 |                                                        |